# Marilda Sotomayor
Marilda Antonia de Oliveira Sotomayor (Rio de Janeiro, 13 de março de 1944) é uma matemática brasileira. É considerada pelo CNPq uma das pioneiras da ciência no Brasil.
Formou-se na Universidade Federal do Rio de Janeiro em 1967. Realizou pesquisas em matemática pelo Instituto de Matemática Pura e Aplicada (IMPA), integralizando sua formação, onde também concluiu seu mestrado em 1972. Doutorou-se em matemática em 1981 pela Pontifícia Universidade Católica do Rio de Janeiro e o Instituto de Matemática Pura e Aplicada, com tese em um modelo em economia do crescimento, que posteriormente foi publicada no Jornal of Economic Theory. 
Em sua carreira acadêmica destaca-se seu trabalho sobre Matching (teoria dos jogos)|matching, em teoria dos jogos. Seu trabalho aproxima a teoria dos jogos com a pesquisa operacional. Marilda já publicou mais de 50 artigos científicos, um livro e três capítulos de livro.
Deu aulas na Pontifícia Universidade Católica do Rio de Janeiro, Universidade Federal do Rio de Janeiro e na Universidade de São Paulo. Atualmente trabalha como docente do Departamento de Economia da FEA-USP e da Escola Brasileira de Economia e Finanças da Fundação Getúlio Vargas (EPGE-FGV). Membro titular da Academia Brasileira de Ciências, da Sociedade Brasileira de Econometria e da Sociedade Brasileira de Matemática e "fellow" da Econometric Society.

## Alguns prêmios
- 1991: Lanchester Prize, pela coautoria do livro Two-sided matching. A study in game-theoretic modeling and analysis, publicado em 28 de setembro de 1990, em parceria com Alvin Roth, pela Cambridge University Press. Esse livro é considerado um marco no estudo com a teoria dos jogos. A premiação ocorreu na Duke University, na Carolina do Norte (EUA).[3] Esse livro ainda não foi traduzido para o português.

- 2010: Homenagem pelos 20 anos da publicação do livro Two-sided matching. A study in game-theoretic modeling and analysis.[3]

- 2013: Medalha de honra ao mérito da Ordem dos Economistas do Brasil, pois a teoria dos jogos tem grande aplicação em teorias e práticas econômicas.

- 2015: eleita membro titular da Academia Brasileira de Ciências, compondo um quadro composto apenas por 14% de mulheres.[4] Assumiu em maio de 2016.[5]

- 2016: Recebeu o Prêmio TWAS em Ciências Sociais, por sua contribuição e pesquisa considerada inovadora, no campo de matching markets.[6]